# スヴェア123

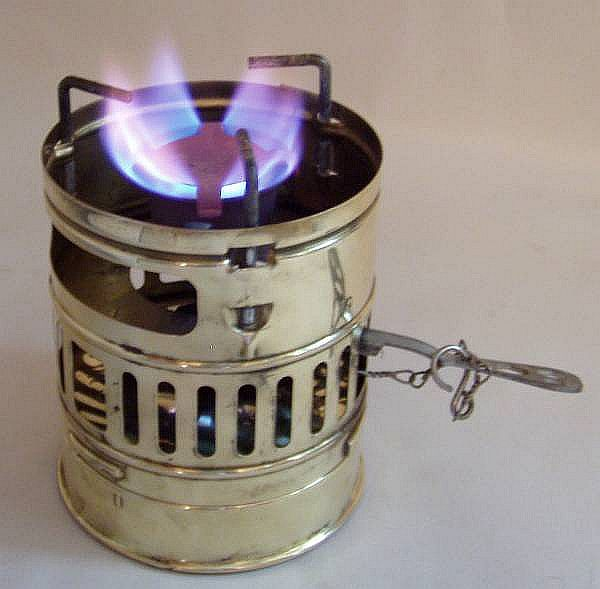
スヴェア123 ストーブ

スヴェア123（Svea 123 ）は、液体燃料（ナフサ、一般的には「ホワイトガソリン」や「コールマン燃料」と呼ばれる）を使用する小型のスウェーデン製加圧式ポータブルストーブである。この設計の起源は19世紀末まで遡ることができる。

## 歴史

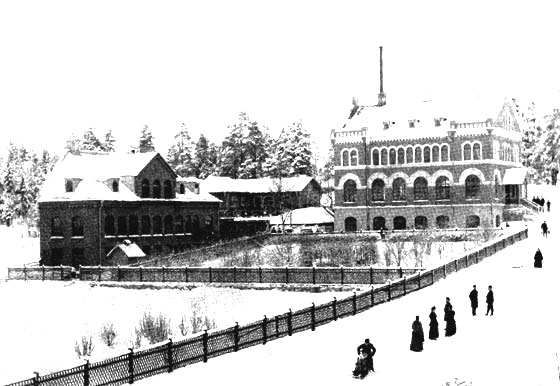
C・R・ニーベリ読書灯工場（1910年頃）

スヴェア・ストーブは最初C・R・ニーベリ読書灯工場（C.R.|Nybergs Lödlampfabrik）で生産され、この工場ではブロートーチ（blowtorch）やその他の機械や器具類も製造していた。カール・ニーベリにより設立されたこの工場は後にスウェーデンのスンドヴィベリ（Sundbyberg）で最大の産業の一つとなった。1922年にこの事業はニーベリの初期の協力者であるマックス・ジーヴェルト（Max Sievert）に買収され、ジーヴェルト読書灯工場（Sieverts Lödlampfabrik、後のジーヴェルト：Sievert AB）と改称された。
1955年に発売されたスヴェア123は、最初の携帯型トレッキング用ホワイトガソリン・ストーブであり、今までで最も人気のあるキャンプ用ストーブの一つとされている。このストーブの特徴ある「咆哮」音は離陸時のジェットエンジンに例えられる。1969年にスヴェア・ブランドはスウェーデンの別のポータブルストーブ製造会社であるオプティマス社（Optimus）に買い取られ、同社はその後40年間に渡りスヴェア123の生産を続け、現在も生産している。その簡単な構造と極悪な環境下でさえも頼りがいのある性能によりスヴェア123は多くの愛好家を生んでいる。
スヴェアのようなキャンプ用ポータブルストーブは、1950年代と1960年代のバックパッキングの環境影響の認識への高まり、特に踏破困難な地域に対するものと、1970年代と1980年代のリーヴ・ノー・トレース（Leave No Trace）文化の勃興と時を同じくして普及してきた。同時に繁忙なキャンプ地での燃料材の枯渇と規制による要求（キャンプファイヤーの禁止）も「荒野」での調理における焚火の代替手段としての必要性に拍車をかけた。結局、重量面でスヴェアよりも軽量なストーブや幅広い種類の燃料が使用できる（ホワイトガソリンが入手困難な地域でのキャンプに有用）構造のストーブが、ほぼ50年間生産が続けられてきた最も人気の高いバックパッカー用ストーブの一つのスヴェアを追い落とした。しかし、頑丈で信頼性の高いスヴェア123 – 長年の愛好家からはしばしば「耐爆仕様」と呼ばれる – は、いまだに高い人気を保ち幅広く使用されている。

## 構造
無垢の真鍮製のスヴェア123は重量約 500 g (1.1 lb)、大きさ100 mm (3.9 in)  x 130 mm (5.1 in)、燃料満載状態（約4液量オンス）で1時間以上の燃焼時間を持つ。後のモデル（「スヴェア 123R」と命名され、オプティマス「クライマー」：Optimus “Climber” という名称でも販売。ただし旧来のスヴェア123とは部品の交互性は無い。）では、バーナージェットの詰まりを防ぐために煤や燃えカスを外部に掻き出す清掃棒が作り付けられている。初期のジーヴェルト・モデルには作り付けの清掃棒が付いておらず、手で煤を内側に押し落とすことでバーナージェットの清掃をする小さなワイヤーピックが付属していた。この旧いモデルは下向きのスピンドルと調節用のキーが付いた制御バルブで見分けることができる。清掃棒付のスヴェア 123Rのスピンドルはステムに対して直角に突き出している。旧型と新型のその他の違いには、旧いモデルの蒸発器（Vaporizer）が滑らかな形状をしている一方で新しいモデルのスヴェア 123と123Rではこれに羽が切られ台座との接続部が強化されていた点であった。注油口の蓋の圧力抜きバルブも信頼性と開放後のバルブ再閉鎖の改善のために何度か変更された。真鍮製の風防はストーブ本体に直接取り付けられ、収納時には内側に畳まれる鍋用架台が作り付けられている。取り外し式の取っ手が付いたアルミニウム製の蓋が付属しており、これは小さな調理用鍋としても使用できる。

## 作動の仕組み

### ストーブの着火と操作

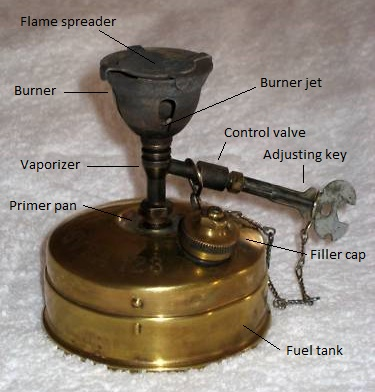
スヴェア123の構成

ストーブに着火するためには最初に、蒸発器（Vaporizer、燃料タンクとバーナーの間にある直立したステム）基部の燃料タンク（Fuel tank）上面にあるプライマーパン（Primer pan）又は受け皿（浅い窪み）に注いだ少量の燃料に着火して燃料タンクを予熱し加圧する必要がある。別の方法としては制御バルブ（Control valve）を開いて燃料タンクからプライマーパンへ直接燃料を注ぎ込み、燃料タンクを手で覆って温める方法がある。これは燃料タンク内の圧力を高め、少量の燃料をバーナージェット（Barner jet）の外側とプライマーパンの中に滲み出させるためである。その後、主燃料に着火する前に制御バルブは閉じなければならない。注油口の蓋（Filler cap）にオプションで取り付けられるポンプでも燃料タンクを加圧することができるが、一般的に極寒の状況以外では必要ない。燃料はタンク内の木綿製の灯心により蒸発器の基部まで導かれ、バーナーの炎による熱と圧力で燃料を蒸発器内で蒸発させる。バーナーの炎が消えかかった場合は調節キー（Adjusting key）を回して制御バルブを開くことで蒸気化した燃料をバーナージェット（バーナー基部にある小孔）を通して吐出させると、そこで酸素と混ざり合って青い炎となり燃焼する。蒸気化した燃料の流れを調整することでバーナージェットを通る炎の大きさと放出する熱量を制御している。制御バルブ（スピンドル）は蒸発器の筐体を貫通しており、開かれる（調節キーが回されることで）と蛇口のように開き、蒸気化した燃料がバーナージェットを通して吐出する。スピンドルを閉じると燃料の供給が止まる。バーナー頂部の小さな円盤（フレーム・スプレッダー：flame spreader）は炎を外側に広げている。バーナー内で生成された熱と蒸発器が燃料タンク内の圧力を保っている。

### バーナーの構造と燃焼効率

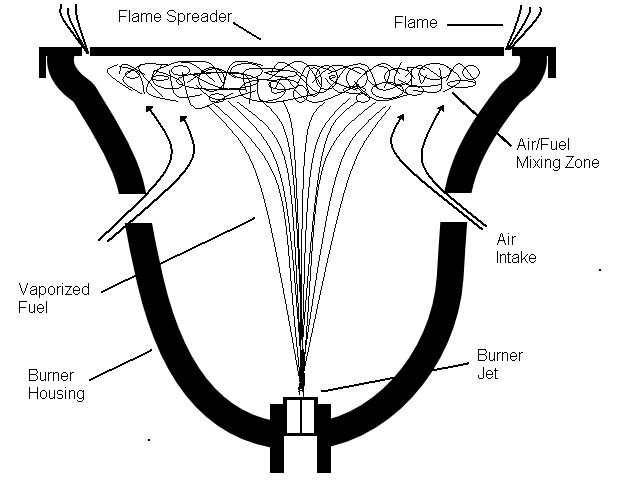
スヴェア123のバーナーの構造

ほとんどのガソリン・ストーブと同様にスヴェア123は頂部にフレーム・スプレッダー（しばしば「ターゲット・バーナー」：target burnerや「プレート・バーナー」：plate burner構造と呼ばれる）を備える逆釣鐘形のバーナーを使用している。蒸気化した燃料が墳流となって上方に吐出しフレーム・スプレッダーの底部を直撃すると、そこで対流によりバーナー筐体内部に引き込まれた空気と混ざり合う。空気/燃料の混合物はフレーム・スプレッダーの下面辺りに流れ込み、そこで青い炎となって燃焼する。この形式のバーナーの構造では燃焼効率は蒸気化した燃料が如何に高速でフレーム・スプレッダーの底部に吐出されるかということとフレーム・スプレッダーの下面で如何にうまい具合に空気と蒸気化した燃料が混合するかにかかっている（例えば、空気/燃料の混合領域内の乱流の量）。その結果この構造のストーブでは燃料の吐出率が高いときに最も効率が良く、青い炎の色により燃焼効率を確認できる。燃料吐出量が減少する（例えば、制御バルブを絞った時）と吐出される燃料の噴出速度も減少し、同様に燃料の混合（例えば、空気/燃料の混合領域内の乱流の量）が減少する。燃料の吐出量が非常に低い場合は燃料がフレーム・スプレッダーの底部を直撃する程十分な速度を持っていないため、結果的に燃焼効率が非常に悪化する。これは炎の色が黄色になることで確認できる。

### 内部清掃棒
スヴェア123Rに作り付けられている清掃棒は互いに向き合った2つの小さな歯車を備えており、ストーブを使用するとこれがバーナージェットを内側と外側の双方から清掃する。スピンドルを回すとこの清掃棒が上下方向へ動く。スピンドルを完全に開くと清掃棒がバーナージェットの開口部を清掃し、スピンドルを閉じると清掃棒がバーナー筐体内部に引き込まれる。このようにしてバーナージェットにこびりついた煤が掻き落とされる。

## 信頼性
スヴェア123は真鍮製で可動部品が一つしかない – 制御バルブ（後のスヴェア123R では内部清掃棒という可動部品が追加された） – ために信頼性は十分に確立されており、最低限の手入れだけで長期に渡る酷使に耐えることができる。123Rの使用で清掃棒の操作上の問題を報告する使用者もおり、これらは初期のジーヴェルト・モデルと同様に弱火の状態を長時間保つことができないというものかもしれないが、アパラチアン・トレイルでの長期間にわたるスヴェアの野外使用の報告でトレイルの最中に使用したストーブの中でもこれが最も不具合の発生が低かったことが示されている。

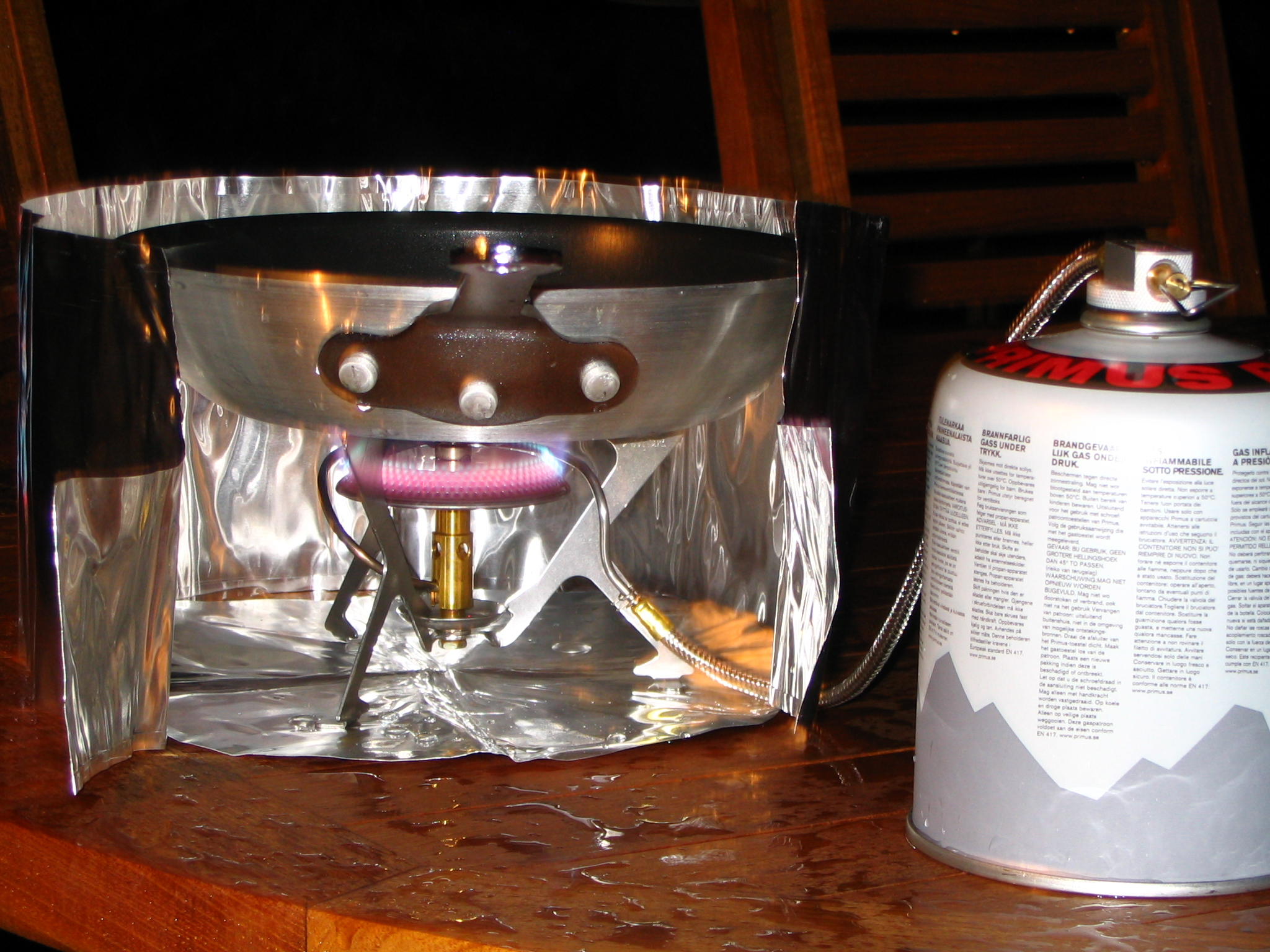
マウンテン・セーフティ・リサーチ社製WindPro ポータブルストーブ、熱反射板（底の銀色の円盤）、風防（銀色の囲い）

一般的ではあるが推奨されない幾つかの行為がスヴェアの性能と信頼性を損なうことがある。例えば、作り付けの風防以外の風防や覆い（マウンテン・セーフティ・リサーチ（Mountain Safety Research）製のフレキシブル・アルミホイルの風防のような物）は、ストーブの過熱や燃料タンクの過加圧状態を引き起こす可能性があるためストーブの周囲に密着して囲わないように注意を要する。これは逆に燃料給油口蓋の圧力解放バルブを開かせることとなり、過加圧状態となった蒸気化した燃料が噴出して引火すると危険な「火柱」や巨大な火球となる。加えてスヴェアでは自動車用無鉛ガソリンを燃料として使用することもできるが、推奨されているのはナフサと「コールマン燃料」のみである。コールマン燃料には防錆剤が含まれキャンプ用ストーブの使用に適するように調合されている一方で、自動車用燃料には燃焼するときに蒸気化する添加剤（additives）が含まれ燃焼後には不具合を引き起こす粘性残留物を生成する。燃料タンク内の木綿製の灯心が燃えたり炭化するためこのストーブで空焚きもするべきではない。灯心が損傷することで燃料を蒸発器へ吸い上げることができなくなる。

## 類似構造の製品とコピー商品
スヴェア123は、幾つかの構造上の特徴をその他のポータブルストーブと共有している。

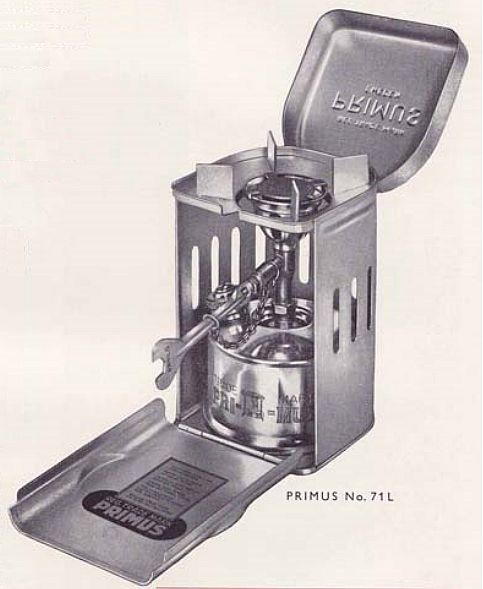
プリムス 71L ストーブ

1930年代にジーヴェルト読書灯工場（オリジナルのスヴェア123のメーカー）はキャンプス3型（Campus No. 3）ストーブを生産していた。後の生産品であるスヴェアとよく似たこのストーブは風防と調理用鍋にもなるアルミニウム製の蓋が組み込まれた自己加圧式ストーブであったが、スヴェアに比べると多少細長い（80 mm x 150 mm）形状をしていた。その小さなサイズからキャンプス3型は「ハイカー、サイクリスト、旅行者全般にとっての恩恵」と宣伝された。1930年代にはオプティマス社も6型ストーブ（No. 6 stove）を発売し、これは大きさ、重量、容量、操作性と構造の面でスヴェア123とほぼ同じものであった。オプティマス社は1940年代に6型ストーブを廃止し、1969年にスヴェア・シリーズを買い取るまで類似形式のストーブの生産は行わなかった。
ユヴェル（Juwel）33と34（ドレスデンのグスタフ・バルテル：Gustav Barthel製、この会社はジーヴェルト社のようなブロートーチとストーブのメーカー）は、スヴェアと似たような大きさ、構造、操作性を持つ第二次世界大戦時のナチス・ドイツの軍用ストーブであり、アラーラ（Arara）37はもう一つの類似のストーブである。同様にチェコスロバキア製のMeva Type 2140 とソビエト連邦製のПримус Туристский ПТ-2 "Огонёк"（プリムス ツーリストPT-2「小さな炎」）がある。

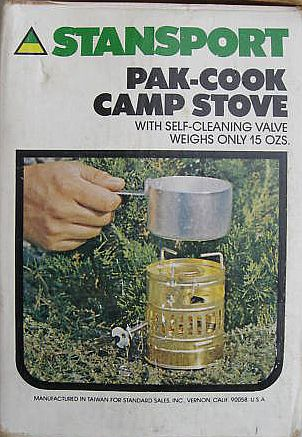
パック＝クック ストーブ

スウェーデン製のプリムス71（と同一のオプティマス80）は大きな燃料タンクを備えておりスヴェアよりも幾分背が高く重いが、スヴェアの作り付けの風防の代わりに本体自体が板金製の運搬ケースに入っており、これを開くとケースが風防と鍋の架台となる。プリムス71の使用燃料と操作方法はスヴェアと同一である。プリムス70も類似の製品であったが、板金製ケースの替わりに円筒形のアルミニウム製コンテナに入っている。1920年代からあるもう一つ別のスウェーデン製ストーブのラディウス（Radius）42は、プリムス71よりも幾分小さいが全体的な構造は同じである。
ファイア＝ライト（Fire-Lite）やトラヴェラー77（Traveler 77、台湾製のコピー）、スタンスポート（Stansport）製のパック＝クック（Pak-Cook）235といった商品はスヴェア123のコピー商品である。